# Обухов, Анатолий Степанович
Анатолий Степанович Обухов (род. 16 октября 1936, Барабинск, Новосибирская область) — советский и российский учёный в области физики взрыва, конструктор боевых частей управляемых ракет, авиационного бомбового вооружения, гранатометных комплексов, академик Российской академии ракетных и артиллерийских наук (1993). Лауреат Ленинской премии.

## Биография
Анатолий Степанович Обухов родился 16 октября 1936 года в г. Барабинске Новосибирской области.
В 1954 году окончил школу № 92 г. Барабинска и поступил на механико-математический факультет (специальность «аэрогазодинамика») Томского государственного университета им. В. В. Куйбышева, который окончил в 1959 г.
В 1977 году начал работать директором-главным конструктором НИИ машиностроения (НИИМАШ) в Дзержинске Горьковской области.
С 1982 года по 2000 год возглавлял НПО «Базальт» (в настоящее время ФГУП "ГНПП «Базальт»).

## Достижения
Под руководством А. С. Обухова в качестве главного и генерального конструктора и при его непосредственном творческом участии разработано, принято на вооружение, освоено в серийном производстве и поставлено в войска более 50 образцов боеприпасов различного назначения для сухопутных войск, военно-воздушных сил и военно-морского флота страны.

## Научная деятельность
А. С. Обухов — автор более 300 печатных трудов и более 130 изобретений, значительная часть которых внедрена в разработках боеприпасов. Основная научная деятельность связана с созданием и развитием физических основ проектирования боеприпасов, исследованиями в области физики взрыва и метания тел и оболочек продуктами детонации, разработкой информационно-измерительных комплексов и методов диагностики процессов взрыва, метания и высокоскоростного соударения. А. С. Обухов является основателем и руководителем научной школы по разработке методов физического и математического моделирования процессов функционирования боеприпасов.

## Общественная деятельность
- А. С. Обухов избирался депутатом горсовета г. Дзержинска Нижегородский области и депутатом райсовета Первомайского района г. Москвы, членом Горкома Профсоюза работников оборонных отраслей промышленности г. Москвы.
- А. С. Обухов избирался делегатом 28 съезда КПСС.
- А. С. Обухов принимал активное участие в организации Лиги оборонных предприятий, в которую входило более 300 оборонных предприятий страны, и более 10 лет был членом Президиума и вице-президентом Лиги.
- А. С. Обухов участвовал в воссоздании Академии Ракетных и Артиллерийских Наук и является её академиком со дня основания.

## Почётные звания
- «Заслуженный деятель науки Российской Федерации» (2000).
- Почётный работник отрасли боеприпасов и спецхимии (2000).

## Награды
- Лауреат Ленинской премии (1986)
- Лауреат премии Совета Министров СССР в области науки и техники (1981)
- Лауреат Государственной премии Российской Федерации (1997).
- Лауреат премии Миноборонпрома (1997)
- Орден Ленина (1990)
- Орден Трудового Красного Знамени (1981)
- Орден «Знак Почета» (1975)